# Gaetana (álbum)
Gaetana é o álbum de estreia Giusy Ferreri, publicado na sequência do sucesso dos ED Non ti scordar mai di me. O álbum foi lançado em 14 de novembro de 2008. As gravações começaram no dia 7 de agosto. O álbum manteve-se durante 21 semanas consecutivas no top10 do álbum mais vendido na Itália repetindo o sucesso do ED liberada no verão.

## Informações do Álbum
O primeiro single extraído do álbum, intitulado de Novembro, foi lançado em 17 de outubro, tendo sido filmado em Paris. A única estreou no 1 º lugar no Italiano, tendo atingido o topo da lista das digitais no primeiro dia da publicação, e tem mantido a um total de doze semanas, incluindo sete consecutivos. Duas semanas depois, o álbum excedido 120.000 exemplares vendidos. Foi formalizado no episódio do X-Factor, 12 de janeiro de 2009 que o álbum atingiu platina discos 5 para os 350.000 exemplares distribuídos. Em 2009, o álbum já vendeu 125.000 cópias ao redor do outro na Itália, ganhando outro disco de platina, enquanto que os distribuídos através de mais de 500.000 exemplares, para um total de sete discos de platina, tal como foi confirmado por Rudy Zerbi em uma entrevista ao semanal TV Sorrisi e Canzoni ". Após várias semanas nos gráficos, parece que "Gaetana" ganhou o primeiro disco de ouro na Grécia. A segunda só é extraído do álbum ainda está lá, publicado em 16 de janeiro de 2009. O terceiro só é extraído do álbum "A Escada" na rádio a partir de 8 de maio de 2009. A imagem de saída, em França está prevista para 25 de maio de 2009, na Alemanha, em 12 de junho e na Espanha em 16 de junho de 2009.
Gaetana é o nome do meio do cantor, "herdadas" da avó materna.

## Track listing
1. "L' Amore e Basta!" (feat Tiziano Ferro)[1]
2. "Novembre"
3. "Stai Fermo Lì"
4. "Non Ti Scordar Mai Di Me"
5. "Aria di Vita"
6. "Passione Positiva"
7. "La Scala (The Ladder)"
8. "Pensieri"
9. "In Assenza"
10. "Il Sapore Di Un Altro No"
11. "Cuore Assente (The la la Song)"
12. "Piove"
13. "Il Party"
14. "Nunca Te Olvides de Mì (Non Ti Scordar Mai Di Me - Spanish Version)"(Bonus Track)

## Desempenho nas paradas
| Paradas (2008)                   | Melhor posição |
| -------------------------------- | -------------- |
| Bélgica - Parada de Álbuns       | 52             |
| Grécia - Parada de Álbuns        | 2              |
| Chipre - Parada de Álbuns        | 5              |
| Itália - FIMI - Parada de Álbuns | 2              |
| Suíça - Parada de Álbuns         | 20             |
| Mundo - Global Albums Chart      | 21             |

## Recepção crítica
O AllMusic conferiu-lhe uma pontuação de 4 estrelas, numa escala até 5.